# Poliamor

Steagul polisexualității

Poliamorul (se mai folosește și termenul polisexualitate), în sensul cel mai des utilizat, reprezintă practica sau stilul de viață ce implică a fi deschis(ă) către mai multe relații intime de iubire concomitente, în care toți partenerii sunt în cunoștință de cauză și își exprimă acceptul. Persoanele care consideră că acest tip de relații li se potrivesc se pot autodefini drept persoane poliamoroase (engl.: polyamorous) sau polisexuale (termen general); este des întâlnită prescurtarea poly.

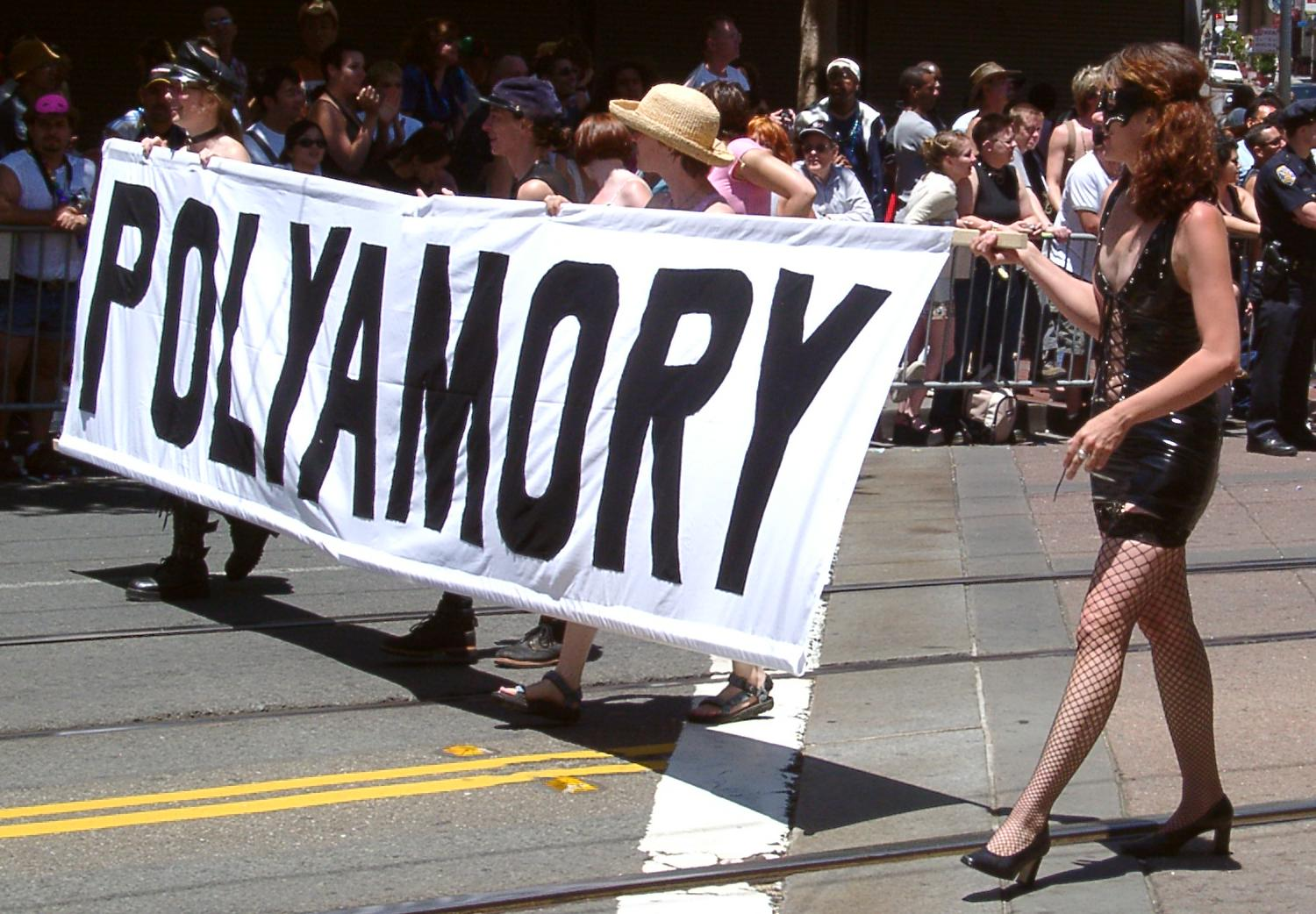
Parada poliamorului în San Francisco, 2004.

## Terminologie
Poliamorul este un neologism și un cuvânt hibrid: poly provine din limba greacă și înseamnă mai mulți/multe, multiplu, iar amor provine din limba latină și înseamnă iubire. Cuvântul a fost adus în vorbirea curentă în mod independent de mai multe persoane, printre care Morning Glory Zell-Ravenheart, al cărei articol intitulat "A Bouquet of Lovers" ("Un buchet de iubiți") Arhivat în 2 aprilie 2006, la Wayback Machine. (1990) a încurajat răspândirea termenului, și Jennifer Wesp, care a creat newsgroup-ul Usenet alt.polyamory în 1992. Totuși, termenul a fost utilizat ocazional încă din anii '60, iar acest tip de relații existau chiar și în afara culturilor poligame cu mult înainte ca numele să fie inventat; pentru un exemplu datând din anii 1920, vezi William Moulton Marston.
În anul 1999, Morning Glory Zell-Ravenheart a oferit redactorul Dicționarului Oxford al limbii engleze, la cererea acestuia, următoarea definiție (ce nu a fost inclusă în dicționar):
[Poliamorul este]"practica, starea sau capacitatea de a avea, în același timp, mai multe relații de iubire sexuale în care toți partenerii sunt în cunoștință de cauză și își exprimă acceptul."
Intenția a fost ca termenul să fie cuprinzător, iar în acest context nu am intenționat niciodată să excludem swinging-ul în mod special, în cazul în care cei ce îl pracică doresc să adopte termenul și să fie incluși. Din câte am înțeles, swinging-ul nu presupune în mod specific "a înșela", și implică în mod sigur "mai mulți iubiți"! Mai mult, am înțeles din discuțiile noastre cu unii swingeri activi că mulți dintre aceștia sunt strâns legați de diverșii lor parteneri, ca cei mai buni prieteni sau ca parteneri regulați.
Cele două ingrediente esențiale ale conceptului de "poliamor" sunt "mai multe" și "iubire." Mai precis, este așteptat ca persoanele din acest tip de relații să aibă o puternică legătură sentimentală, să fie reciproc implicate în viețile partenerilor în planuri multiple, și să țină unele la altele. Acest termen nu se aplică partidelor de sex recreațional sau ocazional, orgiilor anonime, aventurilor de o noapte, activităților de "agățare", prostituției, "înșelărilor", monogamiei în serie sau definiției populare a swinging-ului drept "petreceri cu schimb de parteneri".'
Nu există, totuși, o definiție unică universal acceptată a 'poliamorului'. Există accepția generală că 'poliamorul' presupune multiple relații consensuale de iubire (sau deschiderea către acestea), dar dincolo de acest punct, termenul este la fel de ambiguu ca și cuvântul iubire. Este mai probabil ca o relație să fie numită "poliamoroasă" dacă este de lungă durată, implică un angajament (de exemplu o ceremonie oficială) și înțelegeri privind traiul și/sau organizarea financiară în comun, dar nici unul dintre aceste criterii nu este necesar sau definitoriu.
Spre exemplu, o persoană ce are mai mulți parteneri în plan sexual poate lega prietenii 'amoroase' puternice cu aceștia, fără a simți o iubire romantică pentru ei. Alegerea persoanei respective de a se identifica drept adept al "poliamorului" sau drept swinger, sau de a utiliza alt termen, depinde adesea mai mult de atitudinea sa către "poliamoriști", "swingeri" etc. decât de natura exactă a relației proprii. Diverși termeni pot accentua diverse aspecte ale interacțiunii, dar atât "swinging" cât și "poliamor" pot face referire la o gamă largă de concepte; acest fapt permite un anumit grad de suprapunere. 
În mod similar, o relație deschisă în care toți participanții sunt prieteni vechi poate fi considerată 'poliamoroasă' într-un sens mai larg al cuvântului, dar în sensurile restrânse (vezi mai jos) poate fi exclusă din această categorie. Între aceste două concepte există un grad de suprapunere sufiecient de mare încât să poată fi utilizat termenul de 'relație deschisă' pe post de înlocuitor cu sens larg în conversațiile cu persoane nefamiliarizate cu termenul "poliamor".
Termenii principal (sau relație principală / relații principale) și secundar (sau relație secundară / relații secundare) sunt adesea utilizați pentru a indica importanța diverselor relații în viața unei persoane. Astfel, o femeie căsătorită ce are și un alt partener poate face referire la soțul ei drept "principalul" (sau "relația principală"). (Bineînțeles, aceste concepte sunt utilizate în paralel cu alți termeni din circulație, precum "iubit(ă)", "prieten(ă)", "jumătate" etc.)

## Simbolurile poliamorului
Deși "poliamoriștii" au adoptat mai multe simboluri diverse, nici unul nu este universal recunoscut. Simbolul cel mai des întâlnit este inima împletită cu semnul infinitului (prezentat la începutul articolului). Un alt simbol este imaginea unui papagal, deoarece în limba engleză "Polly" este un nume comun pentru aceste păsări.

## Forme de poliamor
Formele poliamorului includ:
- Polifidelitate, ce presupune multiple relații de iubire cu contacte sexuale limitate la partenerii din grup.
- Sub-relațiile, ce fac diferența între relațiile "principale" și "secundare" (de exemplu majoritatea căsătoriilor deschise).
- Poligamie (poliginie și poliandrie), în care o persoană se căsătorește cu mai multe persoane (ce pot fi sau nu ele însele căsătorite sau implicate în relații amoroase).
- Relații de grup și căsătorii în grup, în care toți cei implicați se consideră asociați unul cu celălalt, aduse în atenție de Robert A. Heinlein (în romane precum Stranger in a Strange Land (Străin în țară străină) și The Moon Is a Harsh Mistress (Luna e o doamnă crudă)), de Robert Rimmer și de autoarea Starhawk în cărțile ei The Fifth Sacred Thing (Al cincilea lucru sacru) (1993) și Walking to Mercury (Mergând spre Mercur) (1997).
- Rețele de relații interconectate, în care o anumită persoană poate avea relații cu grade diverse de importanță cu diferite alte persoane.
- Relații "mono/poly" în care unul din parteneri este monogam dar consimte ca celălaltă să aibă relații exterioare.
- Așa-numitele relații "geometrice", descrise prin numărul de persoane implicate și conexiunile dintre acestea. Exemple sunt "triadele" și "quad"-urile, precum și geometriile "V" și "N". Membrul ce realizează conexiunea într-o relație în V este uneori numit "pivot", iar partenerii indirect conectați sunt numiți "ramuri". Partenerii-ramură sunt mult mai atașați de "pivot" decât unul de celălalt. Pe de altă parte, în geometria "triunghi" toți partenerii sunt direct conectați și atașați unul de altul în grade comparabile. O triadă poate fi fie un V, fie un triunghi.

O persoană din cadrul unei relații sexuale exclusive se poate totuși descrie pe sine drept "poliamorist" în cazul în care are legături sentimentale semnificative cu mai mult de o singură persoană. În plus, este posibil ca persoanele ce se autonumesc "poliamoriste" să accepte relații monogame cu un anumit partener, fie datorită faptului că s-a ajuns la o înțelegere, fie pentru că monogamia îi pare potrivită cu acel partener.

### "Relații deschise"
Relația deschisă reprezintă o relație (de obicei, între două persoane) în care cei implicați sunt liberi să aibă alți parteneri; în cazul în care cuplul ce convine asupra acestui lucru este căsătorit, termenul este căsătorie deschisă. Termenii "relație deschisă" și "poliamor" nu sunt identici. În sens larg, "deschis" se referă la aspectul sexual al relației neexclusive, în timp ce poliamorul presupune extinderea relației prin permiterea transformării diverselor legături (sexuale sau de alt tip) în relații adiționale de lungă durată:
- Unele relații au restricții clare în ceea ce privește partenerii (de exemplu polifidelitatea); aceste relații sunt poliamoroase, dar nu deschise.
- Unele relații permit sexul în afara relației principale, dar nu sentimentele de iubire (vezi swinging); aceste relații sunt deschise, dar nu poliamoroase.
- Unii poliamoriști nu acceptă dihotomiile "în relație / în afara relației" și "partener / non-partener"; fără aceste deosebiri, clasificarea unei relații drept "deschisă" sau "închisă" nu are sens.
- Unii poaliamoriști consideră "poliamorul" drept orientarea filozofică proprie -- se consideră capabili și dornici de a avea multiple iubiri -- și utilizează termenul de "relație deschisă" drept o descriere logistică a modului în care relația poliamoroasă este exprimată sau implementată. Spre exemplu, ar putea spune: "Sunt poliamorist; eu și partenerul meu principal avem o relație deschisă (în care regulile de bază sunt)..."

Alte câteva tipuri de relații non-monogame (dar nu neapărat poliamoroase) sunt prezentate în cadrul polirelațiilor.

## Statutul legal al relațiilor poliamoroase
Trei sau mai multe persoane pot forma și lua parte la o relație în mod legal în majoritatea țărilor (excepție făcând țările cu legi împotriva homosexualității). În majoritatea cazurilor, însă, legile nu permit căsătoria, nu oferă protecție egală pentru toți partenerii și nici protecție egală cu cea oferită cuplurilor căsătorite (de exemplu, în domeniul drepturilor parentale). Situația acestor persoane este considerată identică cu cea a persoanelor care trăiesc împreună sau au o relație în alte condiții. De obicei, maxim un cuplu poate alege să fie tratat drept "căsătorit". 
Bigamia este infracțiunea comisă de cel/cea care se căsătorește, în același timp, cu mai multe persoane; deși este o practică strict interzisă în majoritatea țărilor, unele state o acceptă. Pe de altă parte, practica de a avea mai mulți parteneri neconjugali (chiar în cazul unei persoane căsătorite) este legală în majoritatea țărilor; aceasta poate constitui, cel mult, baza unui divorț în cazul în care soțul/soția nu își dă consimțământul sau consideră că interesul pentru un alt partener a destabilizat căsnicia. Există, totuși, excepții în unele state din SUA: în Carolina de Nord, o persoană căsătorită poate acționa în justiție o terță parte pentru "pierderea afecțiunii" soțului/soției sau pentru comiterea unui adulter cu acesta/aceasta  Arhivat în 14 mai 2005, la Wayback Machine.; de asemenea, peste douăzeci de state din SUA au legi împotriva adulterului .
În plus, Legea privind parteneriatul domestic din 2004 din New Jersey poate fi combinată cu legile privind căsătoria în vederea asocierii legale (dar, totuși, imperfecte) a oricărui grup de persoane, cu condiția ca cel puțin una din următoarele afirmații să fie adevărată: (a) numărul bărbaților este egal cu cel al femeilor; (b) numărul bărbaților diferă cu o unitate de cel al femeilor; (c) numărul bărbaților diferă cu două unități de cel al femeilor și ambele numere sunt pare. De exemplu, 8 femei și 6 bărbați se pot asocia; dar nu se pot asocia 8 femei și 5 bărbați și nici 5 femei și 3 bărbați; de asemenea, nu se pot asocia persoanele dintr-o comunitate unisex mai mare de două persoane.
Până în prezent, nu s-a încercat extinderea legilor ce utilizează un test similar celui din Marea Britanie pentru relațiile "conjugale sau de trai în comun cu statut de relație conjugală" la relațiile cu mai mulți parteneri (în scopul de a considera parteneriatul drept o "căsătorie de drept comun").
În cazul în care un cuplu dorește să fie căsătorit, în marea majoritate a țărilor sunt posibile ceremonii religioase și civile (uneori combinate), care oficiază și recunosc statului relației. Puține țări recunosc sau permit căsătoriile (civile sau religioase) între trei sau mai mulți parteneri. Spre exemplu, deși un caz recent din Olanda a fost deseori interpretat ca o dovadă a faptului că acest stat permite uniunea civilă cu mai mulți parteneri , această convingere este falsă. Relația în cauză era un samenlevingscontract ("contract de coabitare") și nu un parteneriat sau mariaj înregistrat (sursă - limba olandeză, sursă - limba engleză Arhivat în 4 ianuarie 2006, la Wayback Machine.). Legea olandeză privind parteneriatul înregistrat prevede că:
1. La un moment dat, o persoană poate fi implicată într-un singur parteneriat înregistrat cu o singură persoană, fie aceasta de sex opus sau de același sex.
2. Persoanele care intră într-un parteneriat înregistrat nu pot fi în același timp căsătorite.

(sursă - limba engleză)
Atunci când un cuplu se desparte, nefidelitatea neconsensuală ("înșelarea") constituie deseori baza unei decizii nefavorabile într-un divorț, iar nefidelitatea poate fi, în general, ușor folosită drept aspect vătămător de către un partener potrivnic. Persoanele căsătorite care au parteneri externi (sau o altă relație principală) ar trebui să se asigure că nu încalcă legile din jurisdicția în care se află și să aibă în vedere cea mai bună modalitate de a stabili un consens asupra deciziei personale în viața conjugală.

## Valorile poliamorului
Spre deosebire de swinging, relațiile poliamoroase implică legături emoționale (deși diferențele clare dintre swinging și poliamor constituie încă obiectul dezbaterilor și al interpretărilor). Un număr mare de persoane din ambele comunități consideră amândouă practicile drept părți ale unui continuu al relațiilor intime și sexuale deschise.
Trebuie avut, de asemenea, în vedere faptul că valorile discutate aici sunt idealuri. Ca în cazul tuturor idealurilor, acestea nu sunt întotdeauna atinse de susținătorii lor - însă încălcările flagrante ale idealurilor unei relații poliamoroase sunt luate la fel de în serios ca în orice altă relație.

### Fidelitate și loialitate
Majoritatea persoanelor monogame definesc fidelitatea drept angajarea într-o relație cu un partener unic (la un moment dat) și excluderea altor parteneri sexuali/intimi în cadrul acesteia.
Versiunea poly a acestui concept este polifidelitatea, o formă a poliamorului definită prin devotarea de durată, sexual exclusivistă, față de mai mulți parteneri. Unii poliamoriști definesc însă fidelitatea mai curând prin caracterul de a fi sincer și deschis cu partenerii în viața de relație și a respecta angajamentele luate în cadrul relațiilor, decât prin exclusivitate din punct de vedere sexual. Alții preferă să pună accentul pe loialitate, definită uneori prin intermediul capacității de a conta pe sprijinul, sentimentele și prezența persoanei celeilalte.

### Încredere, sinceritate, demnitate și respect
Majoritatea poliamoriștilor pun accent pe respectul față de toți partenerii. Ascunderea faptelor - chiar și înțelegerea de genul "Nu întreba și nu spune" - este deseori privită cu dezaprobare, deoarece implică aserțiunea că partenerul nu poate face față adevărului și concluzia că acesta nu poate avea încrederea în persoana iubită în privința respectării angajamentelelor stabilite de comun acord. Partenerii unui partener trebuie acceptați ca o parte din viața persoanei respective, nu doar tolerați.
O relație care necesită minciuni sau în care partenerilor nu le este permis să își exprime viețile personale este considerată un model de relație nereușită. Convingerea din relația poliamoroasă este că partenerii se iubesc (sau țin unii la alții), se întorc și îi tratează pe ceilalți (și relația în sine) cu sinceritate și corectitudine, drept ceva de valoare și demn de respect.
În consecință, demnitatea este considerată o valoare cheie într-o relație. Ideea este că fiecare partener trebuie să îi sprijine pe celălalt - și nu să-l submineze, și (dacă este cazul) nu va folosi o relație secundară într-o manieră ce dăunează celuilalt (sau celorlalte relații) în mod deliberat.

### Comunicare și negociere
Deoarece nu există un "model standard" de relație poliamoroasă, participanții la o relație pot avea idei diferite cu privire la modul în care ar trebui să funcționeze aceasta. Dacă nu sunt aduse la un numitor comun, aceste așteptări pot dăuna grav relației. Din acest motiv, un număr mare de poliamoriști susțin stabilirea clară a regulilor de bază ce guvernează relația de către toți cei implicați.
Spre deosebire de alte forme de relații negociate (de exemplu acordul prenupțial), poliamoriștii consideră această negociere drept un proces continuu în decursul relației. 
În relațiile convenționale, participanții pot conveni asupra unor așteptări comune fără a fi necesară o negociere propriu-zisă prin simpla urmare a standardelor societății (de exemplu, este de presupus că două persoane căsătorite se sprijină reciproc din punct de vedere financiar). Deoarece relațiile poliamoroase nu au la dispoziție standarde similare ale societății pe care să se bazeze, numărul hotărârilor luate de comun acord prin discuții deschise, respect mutual și înțelegere este mai mare decât al celor ce "se înțeleg de la sine".
Poliamoriștii iau de obicei o abordare pragmatică în ceea ce privește relația, acceptând posibilitatea că uneori ei înșiși și partenerii vor face greșeli și nu se vor ridica la înălțimea acestor idealuri. În aceste cazuri, comunicarea este un canal important în vederea îndreptării daunelor cauzate.

### Neposesivitate
Persoanele angajate în relații convenționale convin de cele mai multe ori să nu se implice în alte relații sub nici un motiv, deoarece prin aceasta ar pune în pericol relația principală, ar diminua importanța acesteia și ar substitui-o. Poliamoriștii sunt de părere că aceste restricții nu sunt spre binele relației, deoarece au tendința de a înlocui încrederea cu prohibițiile posesive și a plasa relația într-un cadru de proprietate și control: "Ești a mea" / "Ești al meu". Acest concept reflectă aserțiunea tradițională conform căreia sunt necesare restricții pentru a preveni "devierile" partenerului, iar relațiile apropiate adiționale sunt o amenințare serioasă la adresa relației inițiale sau diminuează importanța acesteia. 
Poliamoriștii tind să considere partenerii partenerului drept un câștig în viața acestuia, și nu o amenințare a propriei persoane. Aceeași perspectivă este vizibilă în vechea zicală: "Dacă iubești pe cineva, eliberează-l; dacă se întoarce la tine, este al tău, dacă nu, atunci nu a fost niciodată al tău". Acesta este motivul pentru care majoritatea poliamoriștilor consideră abordarea posesivă drept ceva ce trebuie evitat în relații - fapt ce necesită multă încredere. (Un simplu test al succesului este întrebarea: dacă persoana iubită ar găsi un alt partener, acesta ar fi un motiv de bucurie (compersiune) sau alarmare?)
Deși neposesivitatea este o parte importantă a multor relații poliamoroase, nu are gradul de universalitate al celorlalte valori discutate mai sus. Alternativele includ înțelegerile în care o relație posesivă principală este combinată cu relații neposesive secundare (situație des întâlnită în căsătoriile deschise) și relațiile asimetrice în care posesivitatea se aplică numai într-un singur sens.

## Aspecte parentale în poliamor
Un număr mare de poliamoriști au copii - fie concepuți în cadrul relației, fie dintr-o legătură anterioară. Ca și în cazul altor aspecte ale poliamorului, modul în care copiii sunt integrați în structura familială variază în mare măsură. Pot fi întâlnite, de exemplu, următoarele situații:
- Părinții (biologici, adoptivi sau vitregi) au principala responsabilitate în ceea ce privește copiii, iar ceilalți membri ai relației au rol de familie extinsă, oferind asistență în creșterea acestora.
- Adulții cresc copiii în mod colectiv, fiecare persoană având responsabilitate egală pentru fiecare copil, indiferent de gradul de rudenie.
- Părinții au întreaga responsabilitate pentru proprii copii, ceilalți membri ai relației având (față de copii) rolul de prieteni ai părinților.
- Copiii tratează partenerii părinților drept o varietate de părinți vitregi.

Alegerea structurii este afectată de coordonarea în timp: relația parentală a unui adult este mai puternică în cazul în care acesta este prezent de-a lungul întregii vieți a unui copil decât dacă acesta intră într-o relație în care cei implicați au deja un copil mai înaintat în vârstă. (Aspectele problemei sunt similare celor dintr-o familie vitregă.) 
Gradul de implicare emoțională și logistică a membrilor relației joacă, de asemenea, un rol important: o triadă ai cărei membri sunt strâns legați unul de altul și trăiesc împreună cu gestionarea în comun a finanțelor va aborda mult mai probabil în mod colectiv aspectele parentale decât un grup mai mare în care membrii nu au legături atât de strânse și locuiesc separat. 
Măsura în care copiii sunt informați cu privire la natura relației părinților variază în funcție de aspectele prezentate mai sus și depinde, de asemenea, de decizia părinților de coming out în fața celorlalți adulți.

### Ramificații privind custodia
Părinții implicați în relații poliamoroase țin, de obicei, secret acest fapt deoarece există riscul ca acesta să fie utilizat de către un fost partener conjugal sau de către un alt membru al familiei drept motiv pentru a îi priva de custodia și/sau accesul la proprii copii (similar modului în care homosexualitatea a fost utilizată în trecut).
În 1998, un tribunal din Tennessee a acordat custodia unui copil bunicii și bunicului vitreg ai acestuia deoarece mama copilului, April Divilbiss și partenerii ei și-au afirmat identitatea poliamoroasă la MTV. Totuși, după ce a contestat timp de doi ani decizia tribunalului, Divilbiss a fost în final de acord să cedeze custodia copilului deoarece nu putea avea grijă de el în mod corespunzător, aceasta fiind de fapt motivația reală a bunicilor în solicitarea custodiei (și nu faptul că mama era implicată într-o relație poliamoroasă).

## Grupuri și concepte înrudite
Definițiile poligamiei și poliamorului permit un grad ridicat de suprapunere: orice relație poligamă în care membrii se iubesc poate fi de asemenea considerată poliamoroasă, și mulți poliamoriști se consideră căsătoriți cu mai multe persoane. În practică, însă, termenii sunt separați de modul de utilizare: "poligamia" se referă de obicei la formele codificate de căsătorie cu mai multe persoane (în special cele în bază religioasă/tradițională), în timp ce "poliamorul" presupune o relație definită mai degrabă de negocierile membrilor decât de normele culturale. 
Astfel, deși poligamia și poliamorul sunt de obicei tratate de persoanele în necunoștință de cauză drept termeni identici, cele două concepte sunt bazate pe filozofii și idealuri diferite, iar interacțiunea dintre poligami și poliamoriști este foarte redusă. În schimb, poliamorul este asociat mai mult cu subculturile și ideologiile care favorizează libertatea individuală în aspectele sexuale - în special cu susținătorii LGBT și BDSM.
Valorile poliamorului - respect, sinceritate, comunicare și negociere - sunt similare celor specifice subculturii BDSM. (Câțiva dintre susținătorii proeminenți ai poliamorului sunt și susținători BDSM.) Un număr mare din problemele întâlnite în relațiile poliamoroase au corespondeță apropiată în BDSM și pot fi rezolvate utilizând metode similare; ambele grupuri au beneficii din "polenizarea încrucișată" a ideilor.
Totuși, atitudinile individuale variază foarte mult; în fiecare grup există unii membri cu diverse obiecții față de celelalte grupuri.

## Aspecte filozofice
Ca în cazul multor stiluri de viață, abordările filozofice privind poliamorul fac obiectul unor largi discuții. 
Una din metodele de studiere a aserțiunilor din spatele relațiilor este escalarea valorilor, cunoscută sub numele de teoria dezvoltării morale a lui Lawrence Kohlberg. În cadrul acestei teorii ce analizează ipotezele privind relațiile, aserțiunea că monogamia este unicul tip acceptabil de relație pe termen lung este un exemplu din cadrul stadiului 4 de dezvoltare morală. Poliamorul reprezintă structura comună a relațiilor în cadrul stadiului 5 / 6. 
Alte metode utilizează stadiile dezvoltării personale și spirituale definite de Ken Wilber, piramida nevoilor a lui Abraham Maslow și "simțul sinelui" (Jane Loevinger) - teorii similare bazate pe cercetările și descoperirile din domeniul dezvoltării umane.
- Fiecare teorie recunoaște faptul că există un stadiu clasic în dezvoltarea umană, definit drept convențional și bazat pe acceptare și legi (Kohlberg), conformist sau conștiincios-conformist (Loevinger), bazat pe nevoia de a aparține și de siguranță (Maslow), a cărui structură este bazată pe "reguli și roluri" (Wilber).

- Fiecare teorie recunoaște un stadiu avansat post-convențional, bazat pe principii individuale ale conștiinței (Kohlberg), conștiincios-individualist sau autonom (Loevinger), bazat pe nevoia de respectul de sine și pe împlinirea de sine (Maslow), a cărui structură este formal-reflexivă (Wilber); acest stadiu permite posibilitatea de a reflecta asupra modalităților anterioare de gândire ale propriei persoane și ale societății, de a le evalua și critica.

Datorită gradului ridicat de încredere și autodeterminare necesar într-o relație poliamoroasă, unii adepți ai acesteia o consideră drept o formă superioară de relaționare cu ceilalți. Un răspuns venit deseori din partea monogamilor sau a altor indivizi nefamiliarizați cu persoanele și familiile poliamoroase este că poliamorul apare drept un eșec în aderarea la valorile susținute de restul societății. În mod realist însă, majoritatea celor ce practică poliamorul nu filozofează, ci doar sugerează că acesta este modul de viață potrivit lor.

## Criticile aduse poliamorului

### Obiecții de ordin religios
În prezent, conform religiilor creștine majore (catolicism, ortodoxism, protestantism etc.), o persoană trebuie să își aleagă un singur partener conjugal. Religiile ce permit relațiile non-monogame le limitează, de cele mai multe ori, la o formă strictă de căsătorie - poliginia.
Din punct de vedere istoric (mai precis, până în Evul Mediu), toate cele trei religii occidentale majore (iudaismul, creștinismul și islamismul) permiteau poliginia deschisă - islamismul este singura care păstrează poligamia în mod holistic. (Regele Solomon, personaj biblic, rezumă recunoașterea (dacă nu chiar aprobarea) poligamiei în lumea antică.)
Liderii religioși nu și-au făcut în mod deosebit cunoscută poziția cu privire la poliamor, acest lucru datorându-se probabil atenției scăzute din partea publicului în comparație cu alte aspecte relaționale / etice precum homosexualitatea și faptului că poliamorul nu este cunoscut sau identificat pe plan larg drept un stil de viață aparte.

### Divizarea iubirii
O critică adusă deseori poliamorului se bazează pe accepțiunea că prin divizarea iubirii între mai mulți parteneri, acea iubire este  diminuată. Acesta este un argument malthusian (sau al "economiei foametei"), numit astfel deoarece tratează iubirea drept o marfă (precum alimentele sau celelalte resurse) ce poate fi oferită unei persoane numai dacă alta este privată de ea.
Poliamoriștii resping această perspectivă asupra iubirii, susținând că aceasta nu poate fi diminuată prin divizare. Potrivit lui Robert Heinlein, "iubirea nu scade, ci se înmultește. Cu cât iubești mai mult, cu atât mai mult poți iubi." Un argument invocat deseori este acela că un părinte cu doi copii nu îl iubește pe nici unul mai puțin doar pentru că celălalt există.
Cei ce prețuiesc monogamia aduc în lumină încrederea și trăinicia ce pot fi clădite într-o relație pe termen lung, susținând că acest lucru este posibil numai într-un cuplu în care partenerii își concentrează atenția unul asupra celuilalt și nu au alți parteneri. Poliamoriștii resping acest punct de vedere, susținând că pot avea o relație trainică bazată pe încredere cu toți partenerii lor și evidențiind faptul că încrederea nu este slăbită de introducerea unor noi parteneri, așa cum aceeași încredere nu este slăbită atunci când cuplurile monogame își implică prietenii apropiați în viața personală.
Un punct de vedere intermediar este că menținerea unei relații de iubire necesită timp și energie - iar ambele sunt limitate; astfel, deși poate fi posibil ca un individ să iubească mai multe persoane la fel de bine ca pe una singură, există un punct după care relațiile încep să sufere.

### Rata percepută a eșecurilor
Relațiile poliamoroase sunt deseori criticate ca fiind "de scurtă durată". Stabilirea unor cifre clare privind longevitatea relațiilor poliamoroase în comparație cu cele monogame este dificilă mai ales datorită faptului că cele două tipuri de relații diferă atât din punct de vedere al intențiilor cât și din punct de vedere al definiției "succesului". Alți factori ce determină că această întrebare este fără răspuns includ:
- Poliamoriștii (asemenea multor persoane implicate în relații netradiționale) nu își fac, de cele mai multe ori, publică starea relației, anumite tipuri de poliamoriști sau de relații poliamoriste fiind, în consecință, sub- sau supra-raportate.
- Atât în relațiile poliamoroase cât și în cele monogame (în care membrii nu sunt căsătoriți), criteriile pentru o "relație de succes" nu coincid întotdeauna cu "scopul" obișnuit al unui angajament pe viață, multe relații finalizându-se sau începând în funcție de ceea ce este potrivit membrilor. Spre exemplu, o relație care face ca viețile partenerilor să fie mai frumoase poate fi considerată un "succes" chiar dacă aceasta se încheie (vezi descrierea dată de Richard Bach divorțului drept exemplu).
- Nu se poate pleca de la premiza că toate legăturile dintr-o relație poliamoroasă și toate relațiile monogame sunt dorite a fi angajamente pentru întreaga viață - de exemplu relațiile la distanță sau iubirile "de o vară".
- Nu toate relațiile cu mai mulți parteneri sunt, de fapt, poliamoroase în sensul definiției și valorilor prezentate mai sus, multora lipsindu-le baza de încredere, maturitate și planificare comună considerată de poliamoriști esențială în vederea clădirii cu succes a relației.

Deoarece sexul și sexualitatea provoacă multe sentimente profunde, pentru mulți este dificil să fie imparțiali atunci când evaluează "succesul" relațiilor poliamoroase. Atât poliamoriștii cât și cei ce se opun acestui stil de viață au aprecieri diferite bazate pe "selecția proprie de dovezi" în sprijinul perspectivei personale. De exemplu, cei ce nu au o înclinație către acest tip de relații pot judeca acest tip de relație în baza eșecului dintr-un anumit moment, chiar dacă nu judecă întreaga instituție conjugală drept un eșec numai pentru că un anumit cuplu a divorțat.
Deși un observator ocazional ar putea nota că multe relații poliamoroase ajung la final, cei ce sprijină poliamorul afirmă că, în cazul în care un standard similar ar fi aplicat în cazul relațiilor monogame, destul de puține dintre acestea ar putea fi considerate cu adevărat "de succes", având în vedere rata divorțurilor, numărul căsătoriilor ce există doar în acte, numărul cuplurilor necăsătorite care s-au despărțit și numărul relațiilor în care unul sau ambii parteneri sunt nefericiți sau înșală - și că aceste fapte nu sunt utilizate în sprijinul unei teorii potrivit căreia monogamia este imorală, nepractică sau sortită eșecului.
În lipsa unui studiu științific în domeniu, este probabil corectă afirmația că întrebarea rămâne deschisă. Pur și simplu nu există destule date "solide" și consecvente în ceea ce privește comparația între relațiile monogame și cele poliamoroase - nici în privința longevității (pentru evaluarea relațiilor care au pornit drept angajamente "pe viață"), nici în privința gradului de satisfacție și nici în ceea ce privește îndeplinirea așteptărilor celor implicați.

### Lipsa capacității / dorinței de a lua un angajament
Poliamorul este uneori văzut drept o exprimare a lipsei capacității sau dorinței de a lua un angajament față de un singur partener - în special un angajament de exclusivitate sexuală față de un singur partener - pentru toată viața, precum cere tradiția în căsătoriile monogame. 
Pe de altă parte, poliamoriștii consideră că își iau mai multe angajamente, la fel ca un părinte ce se dedică tuturor copiilor săi. O expresie des utilizată de poliamoriști este: "Suntem fideli TUTUROR partenerilor".

### Contra-critică
Atitudinile poliamoriștilor față de monogamie variază în mare măsură. Unii consideră poliamorul drept un mod de viață superior monogamiei, descriind uneori relațiile poliamoroase drept "evoluate" sau caracterizând relațiile monogame drept fiind bazate pe acceptarea standardelor sociale sau religioase fără a reflecta asupra lor, sau pe posesivitate sau gelozie. Unii poliamoriști sunt de părere că persoanele care au un singur partener au o capacitate mai mică de a iubi decât cei ce au mai mulți parteneri - o inversare a criticii din punct de vedere al "diviziunii iubirii" discutate mai sus.
Totuși, alții consideră poliamorul și monogamia drept moduri de viață la fel de viabile, rămânând la latitudinea fiecărui individ să aleagă ce i se potrivește. Deși aceștia recunosc faptul că multe relații monogame sunt bazate pe conformism sau posesivitate, nu consideră acest lucru drept o caracteristică intrinsecă a monogamiei, la fel cum nu consideră lipsa capacității de a lua un angajament drept o caracteristică a poliamorului.

## Celebrități poliamoriste
Datorită dificultății de a distinge între relațiile istorice de iubire și relațiile sexuale între prieteni, această listă se bazează pe o utilizare largă a termenului 'poliamor' ce include ambele tipuri de relații. Pentru informații detaliate, consultați articolele specifice și trimiterile externe incluse.
- Simone de Beauvoir, Jean-Paul Sartre și Olga Kosakiewicz
- CT Butler, unul din fondatorii Food not Bombs
- Amelia Earhart
- Robert A. Heinlein
- William Marston, Elizabeth Marston și Olive Byrne
- E. Nesbit
- Eric S. Raymond
- Vita Sackville-West, Harold Nicolson, și alți diverși membri ai  Arhivat în 26 aprilie 2006, la Wayback Machine. Arhivat în 25 noiembrie 2010, la Wayback Machine.
- Percy Shelley
- Edna St. Vincent Millay
- Dieter Wedel, regizor de film

Multe personaje istorice au avut relații cu mai mulți parteneri în același timp, dar care nu sunt considerate poaliamoroase deoarece nu toți partenerii erau în cunoștință de cauză și își exprimaseră consimțământul. În Anglia victoriană, spre exemplu, caracterul dificial și stigmatic al divorțului oferea unei soții înșelate singura opțiune de a tolera amantele soțului, de care era dependentă financiar. Acest tip de relații nu este inclus în această listă.

## Trimiteri externe
limba engleză
- polyamory.org Arhivat în 21 februarie 2011, la Wayback Machine., Site-ul oficial al newsgroup-ului alt.polyamory
- Pagina despre poliamor[nefuncțională]
 de la Sexuality.org
- Legea monogamiei: obligativitatea monogamiei și existența poliamorului Analizează diverse perspective sociale și juridice privind poliamorul.
- Provocarea poligamiei postmoderniste: analiza poliamorului Arhivat în 24 mai 2006, la Wayback Machine. Analizează monogamia, poligamia, polifidelitatea și poliparentalitatea cu studierea modului în care căsătoria polifidelă ar putea fi integrată în cultura occidentală într-un cadru hegelian.
- Unitarian Universalists for Polyamory Awareness Arhivat în 28 martie 2022, la Wayback Machine.
- Jurnalul electronic al sexualității umane: poliamorul
- National Coalition for Sexual Freedom Polyamory Sound Bites  Arhivat în 14 iulie 2007, la Wayback Machine. Include unele date privind răspândirea nonmonogamiei și starea psihiatrică a poliamoriștilor.
- Polifamilii: poliamor pentru cei practici Un site despre întemeierea unui cămin poliamoristic și despre creșterea unui copil într-un astfel de cămin.
- Ce ar trebui să știe psihologii despre poliamor Arhivat în 9 aprilie 2005, la Wayback Machine. Un ghid pentru persoanele din domeniul psihologiei și psihiatriei, favorabil poliamorului.